# ガルベストン郡 (テキサス州)
ガルベストン郡（Galveston County）は、アメリカ合衆国テキサス州南東部に位置している郡である。ヒューストンの都市圏に含まれる。人口は350,682人（2020年国勢調査）。郡庁所在地はガルベストン（53,695人）、郡で最多の人口を抱える都市はリーグシティ（114,392人）である。

## 地理
アメリカ合衆国統計局によると、この郡は総面積2,263.6 km2 (874 mi2) である。このうち979 km2 (378 mi2) が陸地で1,282 km2 (495 mi2) が水地域である。総面積の57%が水地域となっている。

### 隣接する郡
- ハリス郡  (北)
- チェンバーズ郡  (北東)
- メキシコ湾  (東及び南)
- ブラゾリア郡  (西)

## 人口動勢
2000年国勢調査で、この郡は人口250,158人、94,782世帯、及び66,157家族が暮らしている。人口密度は242/km2 (628/mi2) である。108/km2 (280/mi2) の平均的な密度に111,733軒の住宅が建っている。この郡の人種的な構成は白人72.69%、アフリカン・アメリカン15.44%、先住民0.47%、アジア2.10%、太平洋諸島系0.04%、その他の人種7.18%、及び混血2.08%である。ここの人口の17.96%はヒスパニックまたはラテン系である。
この郡内の住民は26.70%が18歳未満の未成年、18歳以上24歳以下が8.70%、25歳以上44歳以下が30.20%、45歳以上64歳以下が23.30%、及び65歳以上が11.10%にわたっている。中央値年齢は36歳である。女性100人ごとに対して男性は95.90人である。18歳以上の女性100人ごとに対して男性は93.10人である。
この郡内の世帯ごとの平均的な収入は42,419米ドルであり、家族ごとの平均的な収入は51,435米ドルである。男性は41,406米ドルに対して女性は28,703米ドルの平均的な収入がある。この郡の一人当たりの収入 (per capita income) は21,568米ドルである。人口の13.20%及び家族の10.10%は貧困線以下である。全人口のうち18歳未満の17.60%及び65歳以上の10.20%は貧困線以下の生活を送っている。

## 都市及び町
| - リーグシティ - ガルベストン（郡庁所在地） - テキサスシティ - サンタフェ - フレンズウッド - ハイランド - ジャマイカビーチ - Bacliff - Bayou Vista | - Bolivar Peninsula - Clear Lake Shores - Dickinson - Hitchcock - Kemah - La Marque - San Leon - Tiki Island |